# NGC 1710
NGC 1710 é uma galáxia elíptica (E-S0) localizada na direcção da constelação de Lepus. Possui uma declinação de -15° 17' 20" e uma ascensão recta de 4 horas, 57 minutos e 16,8 segundos.
A galáxia NGC 1710 foi descoberta em 1886 por Frank Leavenworth.